# متطلبات الحصول على تأشيرة لمواطني زيمبابوي
متطلبات الحصول على تأشيرة للمواطنين الزيمبابويين، هي قيود الدخول الإدارية من قبل سلطات الدول الأخرى المفروضة على مواطني زيمبابوي. في عام 2015 كان المواطنين الزيمبابويين لا يحتاجون لتأشيرة دخول أو تأشيرة عند الوصول لـ 58 دولة وإقليم.

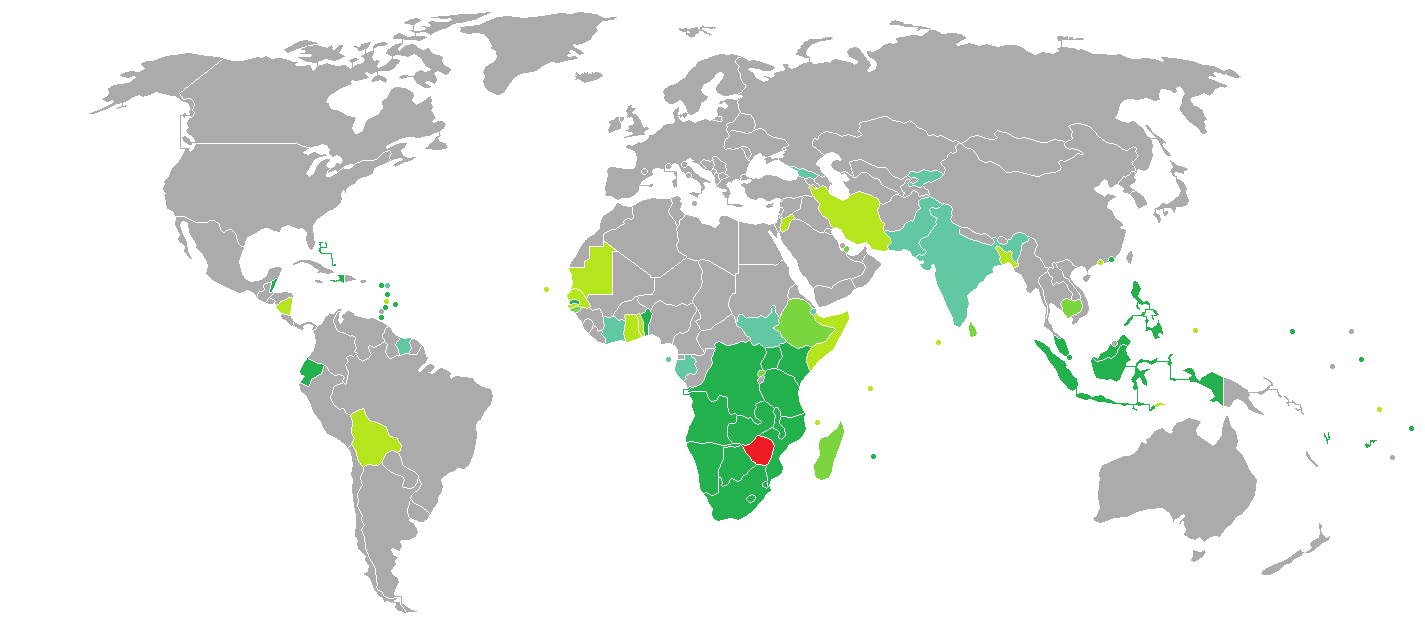
زيمبابوي
تأشيرة مجانية
تأشيرة عند الوصول أو تأشيرة إلكترونية
تأشيرة مطلوبة

## تأشيرة مجانية
| الدول والأقاليم             | مدة الإقامة                                                              |
| --------------------------- | ------------------------------------------------------------------------ |
| أنغويلا                     | 3 months                                                                 |
| أنتيغوا وباربودا            | 1 month                                                                  |
| باهاماس                     | 3 months                                                                 |
| باربادوس                    | 6 months                                                                 |
| بليز                        | 1 month                                                                  |
| برمودا                      | 6 months                                                                 |
| بوتسوانا                    | 90 يوماً                                                                  |
| جزر العذراء البريطانية      | 30 يوماً                                                                  |
| جزر كوك                     | 31 يوماً                                                                  |
| جمهورية الكونغو الديمقراطية | 90 يوماً                                                                  |
| دومينيكا                    | 21 يوماً                                                                  |
| الإكوادور                   | 90 يوماً                                                                  |
| فيجي                        | 4 months                                                                 |
| غرينادا                     | 3 months                                                                 |
| هايتي                       | 3 months                                                                 |
| هونغ كونغ                   | 3 months                                                                 |
| كينيا                       | 3 months                                                                 |
| كيريباتي                    | 28 يوماً                                                                  |
| ليسوتو                      | 14 يوماً                                                                  |
| مالاوي                      | 90 يوماً                                                                  |
| ماليزيا                     | 2 months                                                                 |
| موريشيوس                    | 60 يوماً                                                                  |
| ميكرونيسيا                  | 30 يوماً                                                                  |
| مونتسرات                    | 3 months                                                                 |
| موزمبيق                     | 30 يوماً                                                                  |
| ناميبيا                     | 3 months                                                                 |
| نييوي                       | 30 يوماً                                                                  |
| الفلبين                     | 21 يوماً (For more than 21 يوماً up to 59 يوماً, visa issued upon arrival.) |
| سانت كيتس ونيفيس            | 3 months                                                                 |
| سانت فينسنت والغرينادين     | 1 month                                                                  |
| سنغافورة                    | 30 يوماً                                                                  |
| جنوب أفريقيا                | 90 يوماً                                                                  |
| سريلانكا                    | 30 يوماً (ETA required. cost: US$30)                                      |
| سوازيلاند                   | 30 يوماً                                                                  |
| تنزانيا                     | 90 يوماً                                                                  |
| ترينيداد وتوباغو            | 90 يوماً                                                                  |
| جزر توركس وكايكوس           | 30 يوماً                                                                  |
| أوغندا                      | 6 months                                                                 |
| فانواتو                     | 30 يوماً                                                                  |
| زامبيا                      | 30 يوماً                                                                  |